# Колісниченко Анатолій Іларіонович
Анатолій Іларіонович Колісниченко (*нар. 15 лютого 1943, с. Косанове Гайсинського району Вінницької області – 12 квітня 2015, Одеса) — український письменник, новеліст, літературознавець. Кандидат філологічних наук, доцент Одеського національного університету імені І. І. Мечникова, член Національної спілки письменників України.

## Біографія
Народився 15 лютого 1943 р. в с. Косанове, Гайсинського р-ну, Вінницької обл. З 1950 по 1960 рр. А. І. Колісниченко навчався в Кузьминецькій середній школі, після завершення якої продовжив навчатися на педагогічному поприщі – у Немирівському педагогічному училищі імені Марка Вовчка (1960–1962). Трудову діяльність розпочав учителем Кам’янської школи-інтернату на Запоріжжі (1962–1963). Вищу освіту здобув на філологічному факультеті (українське відділення) Одеського державного університету імені І. І. Мечникова (ОДУ) (1963–1968), по закінченні якого в 1968–1969 рр. – викладач російської мову для іноземців у Одеському медичному інституті (нині – Одеський національний медичний університет), і цього ж року (1968) був прийнятий до Національної спілки письменників України (НСПУ). З 1969 по 1973 рр. – завідувач відділу Одеського обласного телебачення. Працював директором Укрлітфонду в 1973–1983 рр.
Протягом 1983–1986 рр. – голова Одеської організації НСПУ. Не оминув А. І. Колісниченко й громадську діяльність. Був обраний депутатом Одеської обласної Ради народних депутатів та перебував на виборній посаді з 1985 по 1990 рр.
З 1 липня 1993 р. повертається у стіни альма-матер як науково-педагогічний працівник, на посаду старшого викладача кафедри українознавства. Під науковим керівництвом Анатолія Івановича Панькова захистив кандидатську дисертацію у 1996 р. «Хвильовий і естетика розстріляного ренесансу» за спеціальністю 10.01.01 «українська література», у якій «на теоретичному та практичному рівнях визначаються фундаментальні естетико-філософські параметри виникнення й еволюції українського Відродження 20-х рр. ХХ ст. як неповторного національного феномену в контексті загальноєвропейської культури. Ці проблеми розглянулися крізь призму неповторного духовно-художнього світу геніального українського прозаїка Миколи Хвильового, бо саме він був центральною, генеруючою і “головною” фігурою національного Ренесансу». Дисертаційна робота складається зі вступу («“Я” – естетика»), трьох розділів: «Геній і революція», «Дорога до храму», «Храм», – й висновків. 26 червня 1996 р. Вища атестаційна комісія України рішенням спеціалізованої вченої ради Одеського державного університету імені І. І. Мечникова  Анатолію Іларіоновичу Колісниченку присудила науковий ступінь кандидата філологічних наук.
За терміновим трудовим договором старшого викладача кафедри українознавства А. І. Колісниченка було переведено на посаду доцента цієї ж кафедри з 1 вересня 1998 р. по 31 серпня 2001 р.
З 1 грудня 2000 р. – доцент кафедри новітньої літератури та журналістики філологічного факультету Одеського національного університету імені І. І. Мечникова (ОНУ).
У 2003 р. присвоєно вчене звання доцента по кафедрі новітньої літератури та журналістики.
1 лютого 2004 р. перейшов на посаду доцента кафедри української літератури ОНУ, де й працював до 1 вересня 2012 р.
За період роботи в Одеському державному університеті імені І. І. Мечникова (з 2000 р. – ОНУ) читав такі лекційні курси: «Теорія та історія вітчизняної і світової культури», «Історія української та зарубіжної культури», «Українська література» (спеціальності: «Видавнича справа та редагування», «Журналістка»), «Сучасна українська література» та «Література рідного краю», «Історія української літератури ХХ ст.», «Історія української літератури другої половини ХХ ст.» та спецкурси: «Микола Хвильовий: естетика, феноменологія, поетика», «Український модернізм», «Письменники-шестидесятники», «Українська культура: три Відродження», «Три національні відродження». Керував практикою студентів, дипломними та бакалаврськими роботами. Під керівництвом А. І. Колісниченка була захищена кандидатська дисертація А. Ф. Шаргородської «Художня своєрідність п’єс О. Довженка, М. Куліша та Ю. Яновського про деформацію ментальності українського селянства» (2004) та протягом 2003–2009 рр. керував написанням кандидатської дисертації аспірантки М. І. Слюсаренко «Публіцистика Миколи Хвильового». Анатолій Іларіонович брав активну участь в обговоренні дисертацій, що проходили по кафедрі української літератури та керував об’єднанням молодих критиків при журналі «Море» Одеської письменницької організації (2006–2007).
Як член редколегії «Історико-літературного журналу» [Архівовано 21 жовтня 2021 у Wayback Machine.] (2004–2011) й літературно- художнього та громадсько-політичного журналу «Море» [Архівовано 21 жовтня 2021 у Wayback Machine.] (2004–2009) підготував низку літературознавчих та критичних публікацій.
Помер 12 квітня 2015 року в Одесі від серцевого нападу.

## Творчий доробок
У творчій спадщині А. І. Колісниченка понад 50 видань. Письменник до університету прийшов, як зазначає В. Яворівський, з «багато в чому новаторськими, вже не учнівськими віршами… верлібр непомітно ввів до поетичної насиченої емоційно, щільної, спресованої в образи прози. Його перші новели, власне, нагадували розгорнуті «білі» вірші з уже нажитого душевного досвіду». Виробився індивідуальний стиль, його «художня неповторність висвітлена в художній ненав’язливості, в умінні кількома реченнями створити портрет людської душі, кількома художніми деталями матеріалізувати світ, у якому живе людина, тонко, вражаючи виписати настрій, рух людської психіки».
Перші публікації, новели «Язичник», «Лянка», побачили світ на шпальтах журналу «Дніпро» у 1966 р., а перше окреме видання «Дві притчі одного дерева» було надруковане у 1967 р. в Одесі. Анатолій Іларіонович є автором монографії «Феноменологія генія і катастрофа кентавра», що присвячена постаті Миколи Хвильового. 
А. Колісниченко – лауреат премії «За кращу книгу року молодого письменника СРСР» (1976), республіканської премії імені Юрія Яновського (1988), міжнародної недержавної україно-німецької літературної премії імені Олеся Гончара (2003) та нагороджений дипломом і медаллю Міжнародної академії рейтингових технологій і соціології «Золота фортуна» (2007). «За мотивами його новел і повістей Укртелефільм зняв 1986 стрічку «Далекий голос зозулі», а 1987 Київська кіностудія ім. О. П. Довженка – фільм  «Женихи»
З під пера письменника з’явилося окремими виданнями 4 романи та 8 видань новел та повістей, а також 2 романи, що надруковані в періодичних виданнях:
- Дві притчі одного дерева : повісті й новели / А. І. Колісниченко. – Одеса : Маяк, 1967. – 172, [2] с.
- Хроніка Івана Скомороха : повість та новели / А. І. Колісниченко ; [худож. В. Г. Єфіменко]. – Одеса : Маяк, 1972. – 148, [3] с.
- Далекий голос кукушки : рассказы и повесть / А. И. Колисниченко ; пер. с укр. Ю. Верниковой. – М. : Молодая гвардия, 1975. – 253 с.
- Світло вершин : новели / А. І. Колісниченко. – Одеса : Маяк, 1976. – 199 с.
- Птахи у відкритому морі : роман / А. І. Колісниченко. – Одеса : Маяк, 1979. – 223 с. ; Те саме. – Київ : Дніпро, 1983. – 155 с.
- Цезарь из Самосудов : рассказ / А. И. Колисниченко ; пер. с укр. Ю. Берниковой. – М., 1982. – 30 с. – (Б-ка «Дружбы народов»)
- Таємниця безсмертя : новели / А. І. Колісниченко. – Одеса : Маяк, 1983. – 244, [2] с.
- Полум’я тополі : роман-легенда / А. І. Колісниченко. – Київ : Рад. письменник, 1986. – 363 с. ; Те саме. – Київ : Дніпро, 1989. – 271 с. – («Романи і повісті» ; № 8).
- Честь : новели / А. І. Колісниченко. – Одеса : Маяк, 1986. – 285, [2] с.
- Новели : вибране / А. І. Колісниченко ; авт. передм. В. О. Яворівський. – Одеса : Маяк, 1988. – 341, [1] с.
- Флейта для адвоката : повість, новели / А. І. Колісниченко. – Київ : Рад. письменник, 1989. – 333 с.
- Катарсис : роман / А. І. Колісниченко // Київ. – 1990. – № 12. – С. 26–100.
- Зозулька з апокаліпсису : роман / А. І. Колісниченко. – Одеса : Астропринт, 2003. – 277 с.
- Богадільня : роман. Ч. 1 / А. І. Колісниченко // Море. – 2004. – № 1. – С. 41–103.
- Богадільня : роман. Ч. 2 / А. І. Колісниченко // Море. – 2005. – № 1. – С. 3–118.
- Євангеліє від Гоголя : роман в новелах / А. І. Колісниченко. – Одеса : Астропринт, 2009. – 224 с.

## Перекладницька робота
Значне місце в творчому доробку займає перекладницька діяльність, три переклади з яких було виконано на свої видання.
- Самсонович М. На вирубі : оповідання / М. Самсонович ; пер. з рос. А. І. Колісниченка // Комсом. іскра. – 1978. – 30 верес.
- Колисниченко А. И. Сияние вершин : новелла-легенда : пер. с укр. / А. И. Колисниченко // Защитник Родины. – 1983. – 4 июня.
- Катарсис : гл. из романа : пер. с укр. / А. И. Колисниченко // Веч. Одесса. – 1990. – 28, 29 нояб.; 3, 4, 5 дек.
- Колисниченко А. И. Ястреб, играющий на скрипке : новелла : пер. с укр. / А. И. Колисниченко // Веч. Одесса. – 2003. – 15 февр.
- Іхіонг Хіу Зунг. Рідна земля. Лист до сина на фронт : [вірші] / Хіу Зунг Іхіонг ; пер. з в’єтнам. А. І. Колісниченка // Комсом. іскра. – 1972. – 13 січ.
- Квіциніа М. Як тінь вершин у просторі пласка... : [вірш] / М. Квіциніа ; пер. з абхаз. А. І. Колісниченка // Комсом. іскра. – 1972. – 13 черв. ; 1973. – 26 трав.

## Наукова спадщина
Наукова діяльність була пов’язана з Одеськими державним університетом імені І. І. Мечникова (нині – ОНУ імені І. І. Мечникова), де пройшов свій шлях від студента, старшого викладача до доцента, у якому вчений написав понад 100 критичних робіт, що присвячені дослідженню літератури ХХ століття, зокрема творчості Г. Сковороди, Т. Шевченка, М. Хвильового, П. Загребельного тощо. Можна виокремити вивчення таких тематичних пластів як «Теоретичні питання літературознавства», «Одесика», «Театро- і краєзнавство» та наукові статті, що присвячені вченим-вчителям одеської школи літературознавства, зокрема Г. А. В’язовському, І. М. Дузю, В. В. Фащенку, Є. М. Прісовському.

## Інтерв'ю
- Демократизація. Гласність. Література : [бесіда з прозаїком А. Колісниченком] // Київ. – 1989. – № 2. – С. 3–8.
- Письменники пишуть і читають : [інтерв’ю з А. Колісниченком] // Літ. Україна. – 1992. – 23 січ.
- Яворівський В. О. «Переходимо вирішальний рубікон...» : [ексклюзивне інтерв'ю для «Історико-літературного журналу] / В. О. Яворівський, А. І. Колісниченко // Іст.-літ. журн. – 2003. – № 9. – С. 41–49.